# Ghimbav

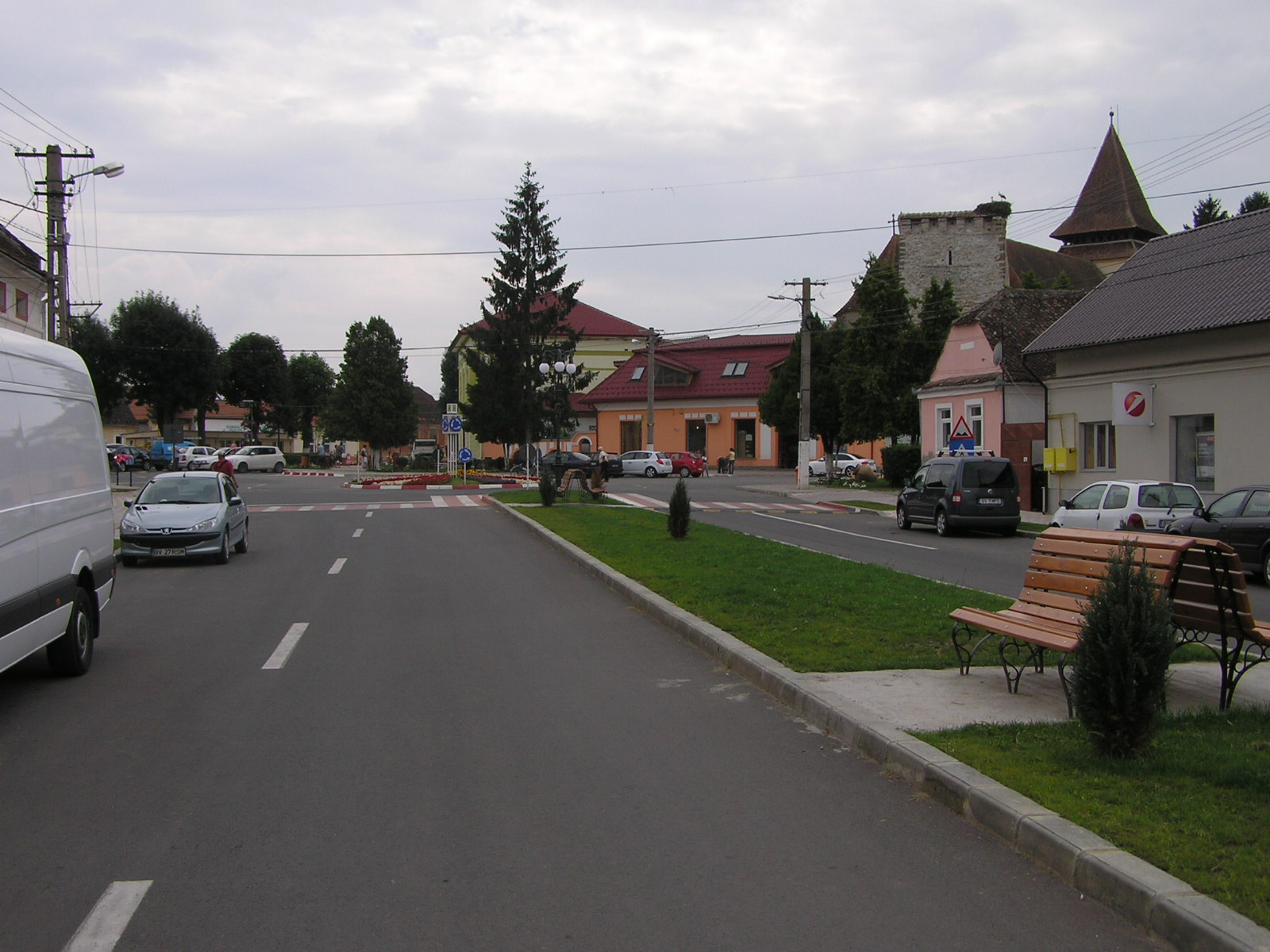
Centre de Ghimbav. Es pot veure la part superior de la torre de l'església fortificada local a la dreta.

Ghimbav (en alemany: Weidenbach; en hongarès: Vidombák) és una ciutat del comtat de Brașov, Transsilvània, al centre de Romania. Es troba al centre de Romania, a 8 km a l'oest de Brașov.

## Història
La ciutat fou mencionada per primera vegada en una carta escrita el 1420 pel rei Sigismund d'Hongria. Va aconsellar als habitants de Weidenbach / Ghimbav que unissin les seves forces junt amb les persones que vivien en altres tres pobles saxons veïns (Petersberg / Sânpetru, Honigberg / Hărman i Brenndorf / Bod) i que contribuïssin a la construcció de la fortalesa de pedra de Brașov.
Els otomans van envair Ghimbav el 1422. El 1469 un important incendi va danyar la ciutat. El 1611 el príncep hongarès Gabriel Báthory va incendiar diversos pobles de Burzenland (Țara Bârsei); Ghimbav era un d'ells.
L'església local i el campanar es van construir cap al 1300. Al segle xv es va construir una fortalesa al voltant de l'església. Va ser copejat per un llamp el 1642 i va patir danys importants. El 1666 es va traslladar l'ajuntament a l'interior de la fortalesa i a diverses altres cases. Aquestes cases van ser enderrocades el 1940. Les muralles defensives es van arruïnar parcialment al segle xx.

## Clima
Ghimbav té un clima continental càlid i estiu humit (Dfb a la classificació climàtica de Köppen).

## Indústria
IAR, un constructor romanès d'helicòpters i avions petits, es troba a Ghimbav. Entre altres avions, construeix l'helicòpter de transport militar Eurocopter / IAR Puma.
Premium AEROTEC, filial d'EADS, també ha construït una fàbrica a Ghimbav.